# أندري سوروكين (لاعب كرة قدم)
أندري سوروكين (بالأوكرانية: Сорокін Андрій Юрійович)‏ هو لاعب كرة قدم أوكراني في مركز الوسط، ولد في 1991 في جمهورية أوكرانيا الاشتراكية السوفيتية في الاتحاد السوفيتي. لعب مع نادي سلافيا-موزير.

## وصلات خارجية
- أندري سوروكين على موقع قاعدة بيانات كرة القدم.إي يو (الإنجليزية)
- أندري سوروكين على موقع Soccerway.com (الإنجليزية)